# Homoeopteryx syssauroides
Homoeopteryx syssauroides is een vlinder uit de familie nachtpauwogen (Saturniidae), onderfamilie Oxyteninae.
De wetenschappelijke naam van de soort is voor het eerst geldig gepubliceerd door Felder in 1874.